# Grandia
Grandia es una saga de RPGs creada por Game Arts. Los juegos de la saga Grandia han sido lanzados para las consolas de Sega y Sony además de en la Game Boy Color. Estos juegos han sido distribuidos por Sega, Ubisoft, Enix y Hudson Soft. La última entrega de la serie fue publicada por Square Enix

## Serie principal
- Grandia (Game Arts/ESP, Sega Saturn/Sony PlayStation/PlayStation Network): Salió el 6 de abril de 2000 en Europa. La historia de Grandia se centra en Justin, un chico que tiene el deseo de convertirse en un gran aventurero. Mientras investigan unas ruinas de la civilización perdida de Angelou, él recibe un misterioso encargo para viajar al este y desvelar el secreto de porqué esos antiguos desaparecieron misteriosamente. La aventura lleva a Justin a cruzar el mar hasta encontrar nuevos continentes e incluso más allá del conocido como fin del mundo. Gráficamente, el juego usa sprites para los personajes en vez de los modelados poligonales que usaría posteriormente. El sistema de combate (usado en la saga Lunar de Game Arts) enfatiza la localización de los combatientes en el terreno. Sin embargo, mientras Lunar sólo permite al jugador posicionar al equipo en la batalla, Grandia permite mover a los personajes a las posiciones adecuadas para esquivar ataques o alcanzar una posición más ventajosa. También es notable la posibilidad de los personajes de contraatacar o interrumpir los ataques enemigos, creando una intensa experiencia interactiva. En 1999 se realizó un port de Grandia para PSX que tuvo algunos cambios estéticos así como una traducción de baja calidad del argumento y la caracterización original japonesa. Este port fue lanzado el 22 de abril de 2009 en la PlayStation Network japonesa para celebrar el anuncio de Grandia Online.

- Grandia II (Game Arts/Ubisoft, Dreamcast/PC/Sony PlayStation 2): Fue lanzado el 23 de febrero de 2001 en Europa. Grandia II nos cuenta la historia de Ryudo, un socarrón "Geohound" (mercenarios que hacen trabajos indeseables). Ryudo recibe la misión de proteger a Elena, hermana de Granas, durante un rito para encerrar de nuevo a un antiguo dios malvado. Sin embargo, el rito sufre dificultades, llevando a una misión mucho más larga escoltando a Elena a través del continente para encontrarse con el Papa Zera, líder de la Iglesia de Granas. El intento fallido del sellado está conectado con la aparición de una extraña mujer conocida como Millenia y una serie de disturbios en los pueblos que están en el camino de la catedral de Granas. Esta secuela usa un motor 3D para representar a la perfección los escenarios y escenas de batalla. La base del sistema de batalla permaneció sin cambios entre Grandia y Grandia II, aunque se hizo imposible cancelar una acción sólo con ataques normales. El sistema de magias también fue cambiado, a través de huevos mágicos (utilizables por cualquier personaje) que se usan para lanzar magias en lugar de tener hechizos enlazadas directamente a cada personaje. El juego fue bien recibido tanto por crítica (siendo lo más destacado el desarrollo de la historia y los personajes) como por los aficionados. Fue considerado uno de los primeros juegos en aparecer en la Dreamcast. A causa de la pequeña influencia de la Dreamcast en el mercado, el juego fue portado a PC y a PlayStation 2.

- Grandia III (Game Arts/Square Enix, PlayStation 2): La última secuela fue lanzada el 4 de agosto de 2005 en Japón y el 15 de febrero de 2006 en Norteamérica, siendo inédita en Europa. Grandia III sigue a un chico llamado Yuki, un entusiasta del vuelo que ha tenido algunas dificultades en sus planes para conseguir volar. Su último artefacto le lleva volando a una situación en la que salva a una chica llamada Alfina de un grupo de perseguidores. Él y su madre, Miranda, acuerdan escoltar a Alfina de vuelta a su casa en el Templo Arcriff. La chica sirve como comunicadora entre los humanos y un grupo de poderosas criaturas llamadas Guardianes. Sin embargo, una vez llegado a Arcriff, Yuki y Alfina descubren que las vidas de los Guardianes están siendo amenazadas por el hermano de Alfina, Emelious, que está trabajando para llevar al poder a un malvado ser llamado Xorn. Aunque muchos han criticado a Grandia III por presentar un argumento menos interesante y villanos con menos profundidad (burlándose especialmente de Xorn por querer "destruir todo el amor") que en entregas anteriores de la saga, ha sido alabado por su refinado sistema de combate. En esta estrega de Grandia se da especial importancia al entrenamiento y a las estrategias de batalla.

## Spin-offs
- Grandia: Digital Museum (Sega Saturn): No es una secuela oficial pero es un disco extra que usa el mismo motor que la versión Saturn de Grandia. A pesar de que sólo consiste en cuatro mazmorras, cada una es mucho más larga comparada con las originales de Grandia. Justin, Feena y Sue deben explorarlas para recuperar los artefactos de un museo del juego original que Liete ha creado. Esto desbloquea guiones gráficos, pistas de música conocidas como "Radio Dramas", partidas guardadas para el juego original de Saturn, minijuegos,  un bestiario e imágenes conceptuales.

- Grandia: Parallel Trippers (Game Arts/Hudson, Game Boy Color): Esta entrega usa los mismos personajes y la música que el primer Grandia pero con gráficos de 8 bits. Las zonas son diferentes de las originales pero muchos de los objetos, movimientos y enemigos son los mismos. Un grupo de escolares que viven en el mundo "real" son absorbidos a través de un portal mientras jugaban en un cobertizo abandonado al lado de la escuela y terminan en el mundo de Grandia. Deben encontrar tres llaves especiales para regresarlos de nuevo a casa. Consiguen la ayuda de Justin y sus amigos que siempre están buscando nuevas aventuras. Este juego fue desarrollado por Game Arts y distribuido por Hudson en diciembre del 2000 en Japón. Nunca recibió una traducción oficial al inglés, pero fue fantraducido por el grupo Adventurous Translations (enlace a romhacking.net) y puede jugarse en cualquier sistema capaz de emular cartuchos de Game Boy Color

- Grandia Xtreme (Game Arts/Enix, PlayStation 2): Esta encarnación de la saga Grandia está más centrada en el combate que los juegos anteriores. El personaje principal es un Ranger conocido como Evann. Es reclutado por el ejército para ayudar a neutralizar el llamado Trastorno Elemental que ha estado causando estragos. En Xtreme se usa una versión mejorada del motor de batalla del Grandia II y se añadieron otras características fuera del combate para dar más sensación de ser un juego de mazmorras como fue el Diablo. En vez de tener un grupo de personajes dado por el argumento como en los anteriores Grandia, Xtreme da al jugador ocho personajes de los que se puede elegir el equipo preferido. Los gráficos fueron mejorados, el combate es rápido y fluido y los tiempos de carga del juego son los más rápidos de cualquier juego de PlayStation 2. Las batallas tienen una mayor escala que en los pasados Grandia, que pueden tener hasta 15 combatientes a la vez. El sistema de mejora de los personajes es una mezcla de Grandia y Grandia II. Las técnicas son aprendidas y potenciadas por su uso pero las magias han de ser encontradas y equipadas. El juego fue criticado por tener una historia más débil, personajes sin interés y sólo dos ciudades, lo que es un gran cambio respecto los anteriores Grandia en donde se centran en la historia y el viaje.

- Grandia Online (Game Arts, PC): Un MMORPG actualmente en desarrollo.